# Азуле, Одри
Одри́ Азуле́ (фр. Audrey Azoulay; род. 4 августа 1972, Ла-Сель-Сен-Клу, Ивелин, Иль-де-Франс) — французский политический и государственный деятель. Генеральный директор ЮНЕСКО с 15 ноября 2017 года.
Министр культуры и коммуникаций Франции (2016—2017).

## Биография

### Ранние годы
Родилась 4 августа 1972 года в еврейской семье выходцев из Марокко в Ла Сель-Сен-Клу, пригороде Парижа. Её предки жили в городе Эс-Сувейра. Одри Азуле — дочь Андре Азуле, советника короля Марокко Хасана II (в детстве Одри проводила школьные каникулы в королевском дворце Марокко). Получила степень магистра наук в университете Париж-Дофин и магистра делового администрирования в Ланкастерском университете. Окончила Институт политических исследований в Париже и Национальную школу администрации.

### Политическая карьера
Окончив в 2000 году Национальную школу администрации, работала в Счётной палате региона Иль-де-Франс и состояла в Комитете контроля над стоимостью и эффективностью государственных услуг. В 2006 году перешла в Национальный центр кино и анимации, где со временем возглавила подразделение аудиовизуальных средств. В 2014 году стала советником президента Франсуа Олланда и занималась, в частности, проблемами дерегулирования рынка аудиовизуальных услуг и кино. В число основных задач Азуле вошла также проблема защиты французского кино на европейском рынке в связи с появлением сервисов Netflix и других систем видео по запросу (VoD).
12 февраля 2016 года стала министром культуры Франции во втором правительстве Мануэля Вальса.
6 декабря 2016 года вошла в состав правительства Казнёва, получив портфель министра культуры и коммуникаций.
17 мая 2017 года сформировано правительство Эдуара Филиппа, в котором должность Азуле досталась Франсуаз Ниссен, а сама она не получила никакого назначения.

### Генеральный директор ЮНЕСКО
25 мая 2017 года прибыла на саммит «большой семёрки» в Таормине на Сицилии в рамках кампании по выборам на должность генерального директора ЮНЕСКО, в которую вступила ещё в марте 2017 года, намереваясь прийти на смену болгарке Ирине Боковой, чей мандат истекал в 2017 году. 13 октября 2017 года была избрана генеральным директором ЮНЕСКО по итогам голосования Исполнительного совета организации, получив 30 голосов против 28, поданных за представителя Катара Хамада Аль-Кавари.
10 ноября 2017 года Генеральная конференция ЮНЕСКО утвердила назначение, вступление Азуле в должность было назначено на 15 ноября.
9 ноября 2021 года была переизбрана на второй срок полномочий.

## Награды
- Орден Дружбы (23 апреля 2025 года, Армения) — за значительный вклад в укрепление и развитие сотрудничества между Арменией и ЮНЕСКО, защиту гуманитарных ценностей[15].